# 賀茂県主氏
賀茂県主氏（かものあがたぬしうじ）は、賀茂を氏の名、県主を姓とする日本の氏族。山城国賀茂神社に奉斎した。
- 賀茂朝臣氏とは別氏族である（『鴨氏始祖伝』）。ただし『山城国風土記』逸文では、祖先は関係があったとし、賀茂県主の祖の賀茂建角身命（天神系）は神武天皇の先導をした後、大和の葛城（地祇系賀茂氏の本拠）を通って山城国へ至ったとしている。

## 神魂命裔
代々賀茂神社に奉斎し、山城国葛野郡・愛宕郡を支配した。また、賀茂県主は同じ山城国を本拠とする秦氏（國主支族など）との関係が深いとされる。平安時代初期ごろに上賀茂・下鴨の両神社の祠官家に分かれ、代々両社の祢宜を務めた。上賀茂社祠官家に松下家・鳥居大路家・林家・森家・梅辻家・富野家・岡本家などが、下鴨社祠官家に泉亭家・梨木家・広庭家・滋岡家・鴨脚家などの諸家がある。

## 高魂命裔
葛城国造と同祖であり、この系統の賀茂氏は神魂命裔の賀茂氏と同一である。